# Diocesi di Stagno
La diocesi di Stagno (in latino Dioecesis Stagnensis) è una sede soppressa e sede titolare della Chiesa cattolica.

## Territorio
La diocesi comprendeva la penisola di Sabbioncello nella Dalmazia meridionale (attuale Croazia).

## Storia
La diocesi di Stagno fu eretta nel IX secolo. Era suffraganea dell'arcidiocesi di Ragusa. Attorno al 1300 il vescovo Giovanni della Croce, a causa delle persecuzioni dei greco-ortodossi, dovette lasciare Stagno e trasferire la propria sede a Curzola, con l'assenso di papa Bonifacio VIII. Nel 1541, una volta che Stagno venne conquistata dai Veneziani, ritornò ad essere diocesi autonoma.
La diocesi fu soppressa da papa Leone XII con la bolla Locum beati Petri del 30 giugno 1828 ed annessa alla diocesi di Ragusa di Dalmazia, che a partire dalla stessa data aveva perso il privilegio arcivescovile ed era diventata suffraganea dell'arcidiocesi di Zara. La bolla fu resa esecutiva a Stagno il 27 marzo 1830. A quell'epoca l'intera Dalmazia faceva parte dell'Impero d'Austria.
Dal 1933 Stagno è annoverata tra le sedi vescovili titolari della Chiesa cattolica; la sede è vacante dal 2 maggio 2025.

## Cronotassi

### Vescovi
- Anonimo † (menzionato nell'877)
- Anonimo † (menzionato nel 928)
- Anonimo † (menzionato nel 1023)
- Gabriele † (menzionato nel 1044)
- Anonimo † (menzionato nel 1121)
- Simeone † (menzionato nel 1143)
- Donato † (prima del 1180 - dopo il 1299)
- Pietro † (menzionato nel 1286)
- Giovanni della Croce, O.P. † (1296 - circa 1300 nominato vescovo di Curzola e Stagno)
  - Sede unita a Curzola (1300-1541)
- Tommaso Cervino, O.P. † (2 dicembre 1541 - 1550 dimesso)
- Pietro de Gozzo, O.P. † (25 febbraio 1551 - 1564 deceduto)
- Bonifacio Destefanis, O.F.M. † (17 novembre 1564 - 1582 deceduto)
- Basilio Gradi, O.S.B. † (14 marzo 1584 - 1585 deceduto)
- Crisostomo Arameo, O.S.B. † (18 marzo 1585 - circa 1605 deceduto)
- Giovanni Battista Giorgi, O.S.B. † (14 agosto 1606 - 24 novembre 1608 deceduto)
- Michele Resti † (28 settembre 1609 - 9 luglio 1614 nominato vescovo di Nusco)
- Ambrogio Gozzeo † (23 marzo 1615 - 13 luglio 1632 deceduto)
- Ludovico Giamagna, O.P. † (24 novembre 1632 - luglio 1634 deceduto)
- Paolo de Gratiis † (9 luglio 1635 - 1652 deceduto)
- Carlo Giuliani, O.P. † (3 febbraio 1653 - 3 novembre 1663 deceduto)
- Pietro Luccari † (23 giugno 1664 - 23 novembre 1679 deceduto)
- Giacinto Maria Passati, O.P. † (13 maggio 1680 - 8 agosto 1680 deceduto)
- Agostino Flavio Macedonich, O.F.M. † (27 gennaio 1681 - 14 dicembre 1682 deceduto)
- Giovanni Battista Natali, O.P. † (15 novembre 1683 - 4 agosto 1687 deceduto)
- Carlo Olantes, O.P. † (31 maggio 1688 - 10 novembre 1692 deceduto)
- Giacinto Tuartkovich, O.F.M. † (13 aprile 1693 - gennaio 1694 deceduto)
- Alfonso Basilio Ghetaldo, O.S.B. † (19 luglio 1694 - 12 settembre 1702 deceduto)
- Vincenzo Lupi, O.F.M. † (4 giugno 1703 - 3 novembre 1709 deceduto)
- Francesco Volanti † (7 maggio 1710 - 8 aprile 1741 deceduto)
- Angelo Maria Volanti, O.P. † (3 luglio 1741 - 25 giugno 1744 deceduto)
- Hijacint Marija Milković, O.P. † (21 giugno 1745 - 20 marzo 1752 nominato arcivescovo di Ragusa)
- Pietro Budmani † (17 luglio 1752 - 2 aprile 1772 deceduto)
- Francesco Maria Sorgo Bobali, O.F.M. † (7 settembre 1772 - 29 giugno 1800 deceduto)
- Antonio Raffaele Dolci, O.P. † (20 ottobre 1800 - 1807 deceduto)
  - Sede vacante (1807-1828)

### Vescovi titolari
- Felixberto Camacho Flores † (5 febbraio 1970 - 24 aprile 1971 nominato vescovo di Agaña)
- John George Vlazny † (18 ottobre 1983 - 19 maggio 1987 nominato vescovo di Winona)
- Curtis John Guillory, S.V.D. (29 dicembre 1987 - 2 giugno 2000 nominato vescovo di Beaumont)
- Jorge Iván Castaño Rubio, C.M.F. † (16 febbraio 2001 - 2 maggio 2025 deceduto)